# Shams al-Muluk Isma’il
Shams al-Mulûk Ismâ’il ibn Bûrî est un atabeg bouride de Damas de 1132 à 1135. Il est fils de Buri Taj el-Moluk, émir de Damas, et de Zumurrud Khâtûn.

## Biographie
Son père meurt le 6 juin 1132 des suites d’une blessure infligée par les Assassins et Ismâ’il monte sur le trône. Les Francs, comptant sur la jeunesse et l’inexpérience du nouvel atabeg, confisquent alors les marchandises de plusieurs marchands damascènes qui se trouvent à Beyrouth, et Ismâ’il, après avoir demandé en vain réparation passe à l’attaque. Le 11 décembre, il assiège Panéas, profitant des embarras du royaume de Jérusalem avec la révolte d’Hugues II du Puiset, comte de Jaffa. La ville est prise d’assaut le 15 décembre et la garnison capturée et emmenée à Damas.
En juillet 1133, il s’attaque aux possessions zengides et assiège Hama, qu’il prend après deux jours de siège, puis Shayzar, dont le souverain fait soumission et allégeance, et Shâqîf Tirun, qu’il prend. Inquiet des avancées de ce souverain énergique, les Francs envoient une armée dans le Hauran pour le piller en septembre 1134. Pour éviter qu’ils ne se rabattent sur Damas, Ismâ’il envoie son armée leur bloquer le passage, mais préfère éviter la confrontation qui pourrait lui être défavorable. Il organise en même temps une opération de diversion en envoyant une troupe chargée de piller les environs de Tibériade et de Nazareth. Mais comme ces luttes entre Damas et les Francs les affaiblissent au profit de Zengi, les Francs finissent par faire des offres de paix acceptées par Damas en octobre 1134.
Mais en même temps qu’il accumule ces succès, Ismâ’il se laisse corrompre par le pouvoir et multiplie les impôts sur la population damascène. En 1134, un esclave du nom d’Ailba tente de l’assassiner. Ismâ’il se croit entouré de complot et commence par éliminer les membres de son entourage qui lui semble suspects. Son frère Sawing est ainsi jeté en prison, torturé et meurt d’inanition. Il tente de faire assassiner son chambellan, mais sa mère, Zumurrud Khâtûn, maîtresse du chambellan, réussit à faire échapper son amant qui se réfugie à Palmyre. Voyant des complots même parmi sa famille, il décide de céder Damas à Zengi et de se retirer sans sa forteresse de Sarkhad. Se sentant menacée, sa mère l’assassine le 1er février 1135 et place son second fils, Shihâb ad-Dîn Mahmùd, sur le trône.

### Sources
- René Grousset, Histoire des croisades et du royaume franc de Jérusalem - II. 1131-1187 L'équilibre, Paris, Perrin, 1935 (réimpr. 2006), 1013 p.
- Amin Maalouf, Les Croisades vues par les Arabes, J’ai lu, 1983 (ISBN 978-2-290-11916-7).
- Foundation for Medieval Genealogy